# Adelshausen (Weil)
Adelshausen ist ein Ortsteil der Gemeinde Weil im oberbayerischen Landkreis Landsberg am Lech.

## Geografie
Der Weiler liegt drei Kilometer nördlich von Weil an der Staatsstraße 2027 und wird vom Verlorenen Bach, wie der Oberlauf der Friedberger Ach genannt wird, durchflossen.

## Geschichte
Auf eine frühe Besiedelung des Gebietes lässt die nur etwa 500 m entfernte und bis ins 4. Jahrtausend vor Christus zurückreichende Prähistorische Siedlung Pestenacker schließen.
Urkundlich wird Adelshausen erstmals im 12. Jahrhundert als Adelhusen genannt, der Ortsname lässt sich von dem alten Personennamen Adolt herleiten und auf eine Gründung im 6. Jahrhundert schließen.
Seit dem 12. Jahrhundert gehörte der Weiler zum Kloster Rottenbuch, so werden sowohl 1552 als auch 1761 zwei ganze Höfe, ein Achtelhof und eine Kapelle genannt. Alle Höfe waren dem Kloster Rottenbuch grundbar.
Nach der Säkularisation wurde Adelshausen durch das zweite Gemeindeedikt von 1818 Bestandteil der neu gebildeten Gemeinde Beuerbach im Landgericht Landsberg.
Mit dieser wurde der Weiler im Zuge der Gebietsreform in Bayern am 1. Januar 1972 nach Weil eingemeindet.

## Sehenswürdigkeiten
In Adelshausen befindet sich die 1677 erbaute katholische Kapelle St. Martin, ein einschiffiger Satteldachbau mit leicht eingezogenem Polygonalchor mit Ausstattung.
Siehe auch: Liste der Baudenkmäler in Adelshausen